# Campionati europei di skeleton 1984
I Campionati europei di skeleton 1984, quarta edizione della manifestazione organizzata dalla Federazione Internazionale di Bob e Skeleton, si sono tenuti a Winterberg, nell'allora Germania Ovest, sulla pista Bobbahn Winterberg. La località della Renania Settentrionale-Vestfalia ha quindi ospitato le competizioni europee per la prima volta nel singolo maschile.

## Risultati

### Skeleton uomini
| Pos. | Atleti        | Nazione  |
| ---- | ------------- | -------- |
|      | Nico Baracchi | Svizzera |
|      | Andi Schmid   | Austria  |
|      | Fred Martini  | Austria  |

## Medagliere
| Pos.   | Paese    | Oro | Argento | Bronzo | Totale |
| ------ | -------- | --- | ------- | ------ | ------ |
| 1      | Svizzera | 1   | 0       | 0      | 1      |
| 2      | Austria  | 0   | 1       | 1      | 2      |
| Totale | Totale   | 1   | 1       | 1      | 3      |